# Plateau Bogong
Pour les articles homonymes, voir Bogong.

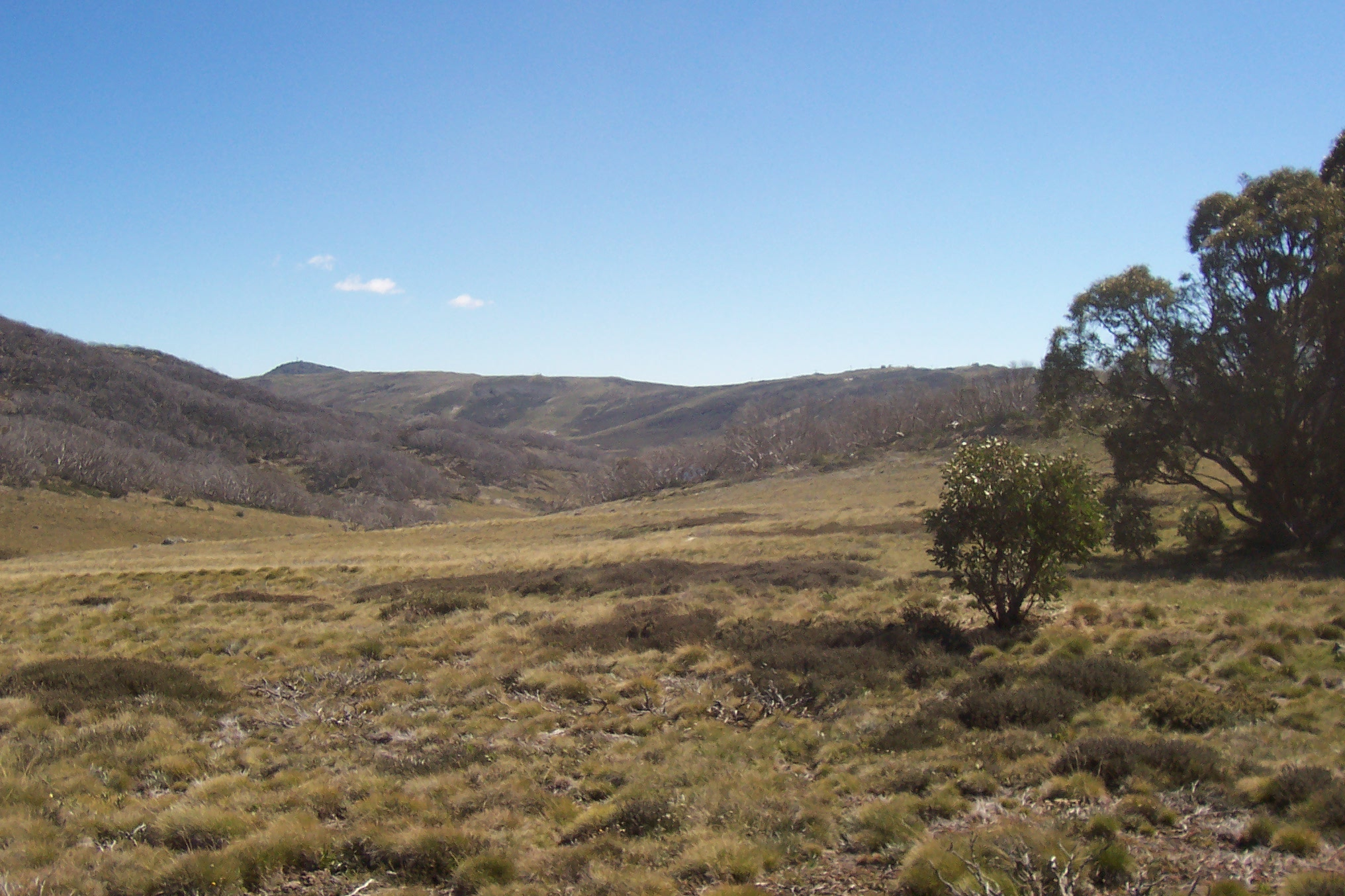
Le plateau Bogong l'été

Le plateau Bogong est une zone du parc national alpin dans l'État de Victoria en Australie située au sud du Mont Bogong. Cette région qui fait partie de la Cordillère australienne est une des plus vastes zones couvertes de neige en hiver en Australie avec les deux stations de ski de Mont Hotham et de Falls Creek. 
La région est très connue pour la pratique de ski alpin, du ski de fond ou du ski de randonnée nordique les mois d'hiver. Un circuit appelé le Australian Alps Walking Track est ainsi utilisé pour le ski de fond l'hiver et la randonnée l'été. L'été on peut aussi faire du VTT ou de la promenade en forêt.
Les villes et villages du plateau facilitent les activités touristiques de la région. Les deux stations de ski de Mont Hotham et de Falls Creek sont ouvertes toute l'année. Les villages de Mount Beauty et de Harrietville sont aussi très appréciés.